# Szűz Mária-kolostor (Pojan)
A Szűz Mária-kolostor (albán Manastiri i Shën Mërisë) a 13. században alapított görögkeleti kolostor Pojan falu határában, az ókori Apollónia romvárosának területén, Közép-Albániában. Temploma, az 1220 körül épített Szűz Mária-templom (Kisha e Shën Mërisë) az albániai késő bizánci templomépítészet egyik legszebb példája, amelynek különös egyediséget ad az a körülmény, hogy a környék ókori romjainak köveiből építették fel. Az épület falai között működik a környék ásatásain előkerült szobrokat, sztéléket, használati tárgyakat stb. felvonultató Apollóniai Régészeti Múzeum (Muzeu Arkeologjik i Apolonisë).

## Története
A kolostor tágabb környezetében az i. e. 7. századtól az i. sz. 3. századig virágzó, majd a 6. században elnéptelenedett jelentős illíriai kereskedőváros, Apollónia városa állt. Írott források arról tanúskodnak, hogy a kereszténység a korai századokban, még fénykorában elérte Apollóniát (sőt, az i. sz. 1. században egy bizonyos athéni Ibasziosz itt szenvedett vértanúhalált), de jelentős kora keresztény közösség jelenlétét a régészeti ásatások nem igazolták. Annyi bizonyos csupán, hogy a Bizánci Birodalom fennhatósága alá került Apollónia az i. sz. 5. században püspöki székhely volt. A 431. évi epheszoszi zsinaton Felix püspök, a 451. évi khalkédóni zsinaton pedig Eusebius püspök képviselte a várost. Ebből az időszakból több késő ókori keresztény templom alapjai kerültek elő a város területéről, ezek egyike a mai kolostor udvarának keleti sarkában állt. Az 5. század második felében az apollóniai püspök is áttette székhelyét a közeli Bülliszbe, és a 6. századra Apollónia elnéptelenedett.
A régészeti ásatások során előkerült agyagedény-töredékek és pénzérmeleletek arra utalnak, hogy a 13–14. században a korábbi Apollóniát ismét jelentősebb népesség lakta. A település központja az erődített kolostor és annak 1220 körül épült temploma volt. A kolostor napjainkra szerzetesek nélkül maradt, amely 1961 óta az Apollóniai Régészeti Múzeum állandó tárlatának ad otthont, és 1963 óta államilag védett műemlék.

## Leírása
A kolostor legprominensebb épülete az 1220 körülre keltezett templom. Építőanyagának nagy részét az ókori romok, különösen a görög színház kövei adták. Északnyugati tájolású bejárata az exonarthexből nyílik, amelynek külső oldalát a 13. századi itáliai kőfaragók munkáira emlékeztető állat- és szörnyfaragványokkal díszített nyolc oszlop tagolja. Ugyancsak az exonarthexban található az épület alatti ciszternával felszíni összeköttetést biztosító kútkáva, amelyet vélhetően a Shtyllas-domb ókori templomából vagy a temenosz Artemisz-szentélyéből származó dór oszlopfőből alakítottak ki. Az exonarthex főhomlokzati részén 14. századi freskómaradvány látható, amely egymást követő 13. századi bizánci császárok sorát – VIII. Mikhaélt, II. Andronikoszt és IX. Mikhaélt – ábrázolja a következő felirattal: „Krisztusban és Istenben hű Andronikosz Komnénosz Dukasz Angelosz Palaiologosz, a rómaiak császára, és a második Kónsztantinosz Dukasz Angelosz Palaiologosz, Krisztus és a monasztikus rend igaz barátai.” A korabeli hagyománynak megfelelően a „második Kónsztantinosz” tiszteletnév a Konstantinápolyt 1261-ben a keresztesek latin államától visszafoglaló, a Bizánci Császárságot megerősítő VIII. Mikhaélt illette meg. Az exonarthexből egy szűk narthex vezet a templom szentélyterébe, naoszába. A hajó fő szerkezeti eleme a tizenkét szögű, enyhén ovális kupoladobot megtámasztó négy oszlop, amelyek egyszersmind a mellékhajókat is leválasztják a templomtér főbb tömegéről. A szentélyteret ötszögű apszis zárja le, amelyet egy 19. században faragott szentélyrekesztő ikonosztáz választ el a templom belső terétől. A főhajó padlóját színezett kövekből kirakott napmotívum díszíti. A falat több felirat, többnyire a középkori évszázadok apátjainak neve, illetve különböző kőfaragványok díszítik.
- Az exonarthex bizánci császárokat ábrázoló freskója
- Az exonarthex oszlopfaragványainak egyike
- A kolostor refektóriumának freskói ókori leletekkel
- A kolostor falába beépített feliratos ókori kő

A templom bejáratával szemközt nyílik a kolostor 14. század elején épült refektóriuma. Az épület triconcha alaprajza a hármas apszisú ebédlőtermek ókeresztény hagyományára tekint vissza. Korabeli freskói között található az Albánia területéről ismert egyik legteljesebb középkori falfestmény. Legalsó sávja márványerezetes lábazatdíszítést imitáló festmény, amely felett szentek ábrázolása látható, köztük Oszlopos Szent Simeoné. A legfelső sávban Jézus életének egyes jelenetei kaptak helyet, köztük Krisztus csodálatos gyógyítása Betesda tavánál és a kánai menyegző ábrázolása. A főapszisban az utolsó vacsora jelenetei láthatóak, míg a nyugati falon Krisztus a Gecsemáné-kertben.
A templom és a refektórium mellett a kolostor további épületei, a komplexum fala, a Szent Demeter-kápolna (Kapela e Shën Dhimitrit) és a harangtorony (1928) a későbbi évszázadokban keletkeztek. Az épületek és a kerítés falaiban újrahasznosított ókori építőkövek, épülettöredékek láthatóak, a bejárati kapu külső falába sírköveket építettek be. Az egyik sírkövön az élők világából egy létrán az alvilágba tartó holt lélek megkapó ábrázolása látható, amint Hermész az Akherón partjára kíséri, amelynek túlpartján a trónusán ülő Hadész várja új alattvalóját.

## Apollóniai Régészeti Múzeum
Az egykori szerzetesi dormitórium emeletén és egy nyitott földszinti galériában Apollónia múltját bemutató tárlatot rendeztek be, ahol a terület egyes ókori leleteit, márvány mellszobrokat, szobrokat, sírokat jelölő sztéléket, fegyvereket, amfórákat, kerámiaedényeket, terrakottatárgyakat is kiállítottak. Az egyik legjelentősebb darab a város nekropoliszának egyik halomsírjából előkerült bronzfegyverzet, amely egy Gorgó-fejjel díszített illír pajzsot, egy taraszi stílusú sisakot, kardokat és dárdákat foglal magában. Külön teremben mutatják be az európai fővárosok múzeumaiba a 20. század első felében „átmentett” apollóniai értékek másolatait.

## Érdekesség
A kolostor bejáratánál tábla áll annak a három albán férfinak az emlékére, akiket 1918-ban az ország északi részét megszálló Osztrák–Magyar Monarchia katonái itt végeztek ki.